# Rudesjön (Kyrkhults socken, Blekinge, 624877-142005)
Rudesjön är en sjö i Olofströms kommun i Blekinge och ingår i Skräbeåns huvudavrinningsområde.